# 大鼠狐猴
大鼠狐猴（学名: Cheirogaleus major）是一种生活在马达加斯加东海岸的狐猴，属于鼠狐猴属。体毛为灰色或红褐色，眼睛周围有深色的圈。